# Thaumatoblaps marikovskiji
Thaumatoblaps marikovskiji là một loài bọ cánh cứng trong họ Tenebrionidae. Loài này được Kaszab & Medvedev miêu tả khoa học đầu tiên năm 1984.